# Pericle Fazzini
Pericle Fazzini (Grottammare, 4 de mayo de 1913 - Roma, 4 de diciembre de 1987) fue un pintor y escultor italiano.  Su principal obra, La Resurrezione, esta instalada en la Aula Pablo VI en la Ciudad del Vaticano.

## Biografía
Fazzini nació el 4 de mayo de 1913 en Grottammare, en la provincia de Ascoli Piceno de Las Marcas, hijo de Vittorio Fazzini y Maria Alessandrini. De niño trabajó con sus hermanos en el taller familiar de carpintería donde aprendió a tallar la madera. En 1930, con la ayuda del poeta Mario Rivosecchi, se trasladó a Roma para estudiar en la Scuola libera del nudo.
En 1931 ganó un concurso en Catania para diseñar un monumento al cardenal Dusmet; nunca llegó a realizarse. En 1932 participó en un concurso para el Pensionato Artistico Nazionale del Ministero della Pubblica Istruzione, el ministerio italiano de arte y educación, y con su bajo relieve Uscita dall'arca ("abandonando el arca") ganó una beca de dos años..
Murió en Roma el 4 de diciembre de 1987.

## Obras
- Monumento al Padre Pio, Piazza Padre Pio, San Giovanni Rotondo (FG)
- La Resurrezione, Sala Pablo VI, Vaticano;
- Tabernacolo, Villa Nazaret, Roma
- Monumento alla Resistenza, Ancona